# Air Vallée
Air Vallee was een Italiaanse luchtvaartmaatschappij met thuisbasis in Aosta. Air Vallee werd opgericht in 1987. In 2001 nam Aeroporto di Bologna een aandeel in de maatschappij.

## Bestemmingen
Air Vallee voerde lijnvluchten uit naar: (juli 2007)
- Aosta, Cunea, Genua, Olbia, Perugia, Pescara, Rome, Triëst, Turijn.

## Vloot
De vloot van Air Vallee bestond uit: (juli 2016)
- 1 Fokker 50